# إدي تيرنبول
إدي تيرنبول (بالإنجليزية: Eddie Turnbull)‏ (مواليد 12 أبريل 1923) هو لاعب كرة قدم. يلعب مع منتخب اسكتلندا لكرة القدم. سبق له أن لعب في كأس العالم لكرة القدم مع منتخب بلاده.

## مسيرته الكروية
لعب إدي تيرنبول خلال مسيرته الاحترافية مع نادِ واحدٍ في ثلاثة عشر موسمًا وسجل خلالها 149 هدف ضمن 348 مباراة. ولم يفز بأي موسم بالكأس وفاز في ثلاثة مواسم بالدوري.
خاض إدي تيرنبول مسيرته مع نادي هيبرنيان في موسم 1946–47 ليلعب معه ثلاثة عشر موسمًا، مشاركًا في 348 مباراة سجل خلالها 149 هدف.

## روابط خارجية
- إدي تيرنبول على موقع الاتحاد الإسكتلندي (الإنجليزية)
- إدي تيرنبول على موقع قاعدة بيانات كرة القدم.إي يو (الإنجليزية)
- إدي تيرنبول على موقع ناشيونال فوتبول تيمز (الإنجليزية)